# 방용화
방용화(1972년 7월 8일 ~ )은 대한민국의 개그맨이다.

## 출연 작품
- 코미디하우스 (MBC)